# Американска маркетингова асоциация
„Американската маркетингова асоциация“ (AMA) е професионално сдружение на специалисти в областта на маркетинга, учредено през 1937 г. след обединението на предшестващите я – „Американска маркетингова общност“ и „Национална асоциация на маркетинг учителите“.
Фундаменталната роля на организацията се състои във въвеждането и развитието на маркетинг стандарти, прилагането на добри практики, насърчаване на диалога и професионалното развитие, сертификация, провеждането на специализирани академични, образователни, нетуъркинг и бизнес инициативи. Ассоциацията издава списанията Marketing News, Marketing Insights, Journal of Marketing, Journal of Marketing Research, Journal of International Marketing, Journal of Public Policy & Marketing и др.
Към 2017 г. в AMA членуват над 30 000 маркетинг професионалисти. Организацията включва 70 регионални сдружения в САЩ, Канада и Мексико.